# JAF
Juan Antonio Ferreyra, nascido em Buenos Aires o 29 de julho de 1958, é um cantor e guitarrista argentino de rock e blues, conhecido pelo nome artístico formado pelas suas iniciais, JAF. É membro da banda Riff com Pappo.

## Discografia

### Com Riff
- 1985: Riff VII
- 1987: Riff 'n' roll (en vivo).
- 1995: Paladium '86 (en vivo).
- 1996: En vivo en Obras, 17-12-1985

### Em solitário
- 1989: Entrar en vos
- 1990: Diapositivas
- 1991: Salida de emergencia
- 1992: Me voy para el sur
- 1994: Hombre de blues
- 1995: Corazón en llamas
- 1997: Grandes éxitos(Compilación)
- 1997: Número 7
- 2003: Un largo camino
- 2005: JAF en vivo (Gran Rex mayo de 2005)(Cd+Dvd)
- 2006: Aire
- 2007: Uno +
- 2009: Supercharger
- 2010: JAF Vivo! (Cd+Dvd)
- 2012: Canciones de amor
- 2014: Íntimo en MJ Pub (Cd+Dvd)
- 2015: Tributo a Riff VII

#### Colaborações
- 1995: Tributo a Carlos Gardel, varios artistas.
- 2000: Fasolera de tribunas, Burgos Simpatía.
- 2001: La leyenda continúa: tributo a Rata Blanca, varios aristas.
- 2003:  Resurgir, Cruel Adicción (voz en el tema "No serás vencido").
- 2004: Peligrosa obsesión, música de película.
- 2004: Luna de Avellaneda, música de película.
- 2009: Viaje al cosmos, de Hugo Bistolfi.